# Caxingó
Caxingó là một đô thị thuộc bang Piauí, Brasil. Đô thị này có diện tích 488,162 km², dân số năm 2007 là 4951 người, mật độ 10,14 người/km².